# Crudia lanceolata
Crudia lanceolata är en ärtväxtart som beskrevs av Henry Nicholas Ridley. Crudia lanceolata ingår i släktet Crudia, och familjen ärtväxter. IUCN kategoriserar arten globalt som sårbar. Inga underarter finns listade i Catalogue of Life.